# Léon Hégelé
Léon Hégelé, né à Montreux-Vieux le 30 janvier 1925, et mort le 11 février 2014 à Sierentz est un évêque catholique français, évêque auxiliaire de Strasbourg de 1985 à 2000.

## Biographie
Léon Hégelé est né à Montreux-Vieux le 30 janvier 1925, mais passe son enfance à Pfetterhouse, et a subi le sort des "Malgré-nous" et s'est retrouvé ainsi sur le front est dans la Wehrmacht.
Il est ordonné le 8 avril 1950 pour le diocèse de Strasbourg.
Nommé évêque auxiliaire de Strasbourg le 9 septembre 1985 avec le titre d'évêque titulaire (ou in partibus) d'Utique (de), il est consacré le 10 novembre suivant.
Il prend sa retraite le 18 décembre 2000, ayant atteint l’âge de 75 ans et se retire dans le presbytère de Geispitzen, paroisse où il avait été curé.
Il meurt le 11 février 2014 à la suite d’un accident vasculaire cérébral à l’hôpital de Sierentz.

## Abus sexuels
Selon une enquête de Mediapart, Léon Hégelé aurait protégé le prêtre Jean-Luc Heckner, condamné à 16 ans de prison pour viols et agressions sexuelles sur sept jeunes garçons, âgés de 11 à 14 ans, de 1992 à 1998. Prévenu du comportement problématique du prêtre, l'évêque ne prévient pas la police, se contente de le sermonner puis le déplace de  Thann à Oderen,.